# Saxon-Szász János polidimenzionális mezői

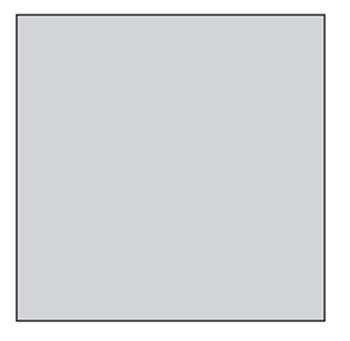
Polidimenzionális mezők születése (1)

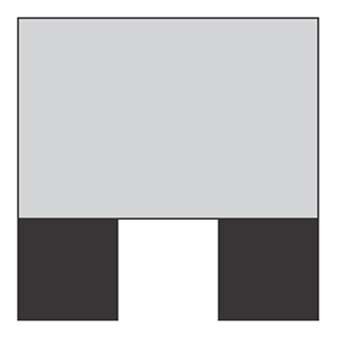
Polidimenzionális mezők születése (2)

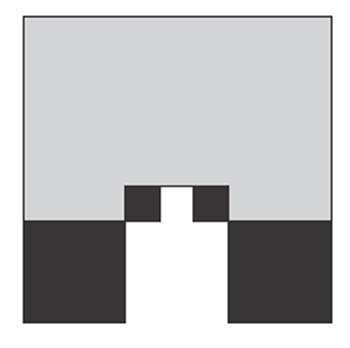
Polidimenzionális mezők születése (3)

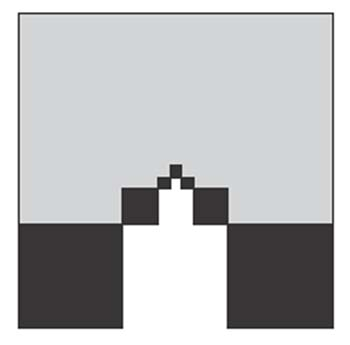
Polidimenzionális mezők születése (4)

Saxon-Szász János polidimenzionális mezői Perneczky Géza angol–magyar nyelvű képzőművészeti könyve. Nemzetközi Mobil MADI Múzeum Alapítvány, Budapest, 2002, 104 oldal.

## Képzőművészet és matematika
A könyv Saxon-Szász János csaknem negyedszázados képzőművészeti munkásságát mutatja be az első konstruktivista képektől a letisztult MADI-objetekig, mintegy félszáz festmény és grafika segítségével.
A könyv egyes fejezetei nemcsak a művészettörténeti előzményeket (pl. Anagni templom, Leonardo da Vinci, aranymetszés, Malevics) de a matematikai alapokat és történeti előzményeket (pl. Fibonacci, Poincaré, Sierpiński, Koch, Julia, Mandelbrot) is részletesen tárgyalja.
A polidimenzionális mezők Saxon-Szász kifejezése. Nem azonosítható teljesen a matematikából ismert fraktál kifejezéssel.

## Tartalom
Képzőművész a matematika és a „szép arányok” tartományai között – Dimenziólépcsők – Koch/Saxon-görbe – Anagni mozaik – Sierpiński-háromszög – Univerzum (1979) – Struktúra (1988) – Dimenzióceruza – Dimenziósakk (1998) – Segédsíkok – Polidimenzionális fekete négyzet (2000) – Kevert formák – Irodalomjegyzék – Saxon-Szász polidimenzionális mezői (1979–2002) – Képjegyzék – Életrajz

## Külső hivatkozások
- Perneczky Géza honlapja
- Saxon-Szász János honlapja
- A Nemzetközi Mobil MADI Múzeum honlapja